# Šim'on Šitrit

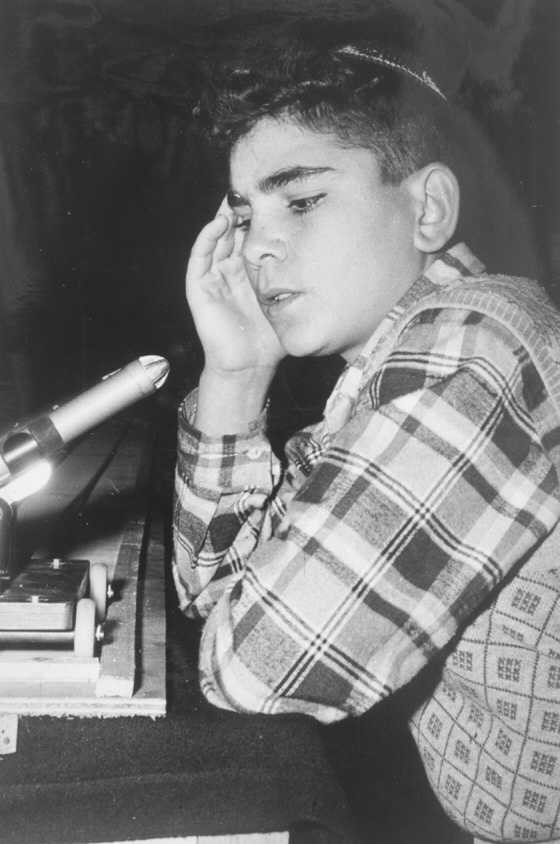
Šim'on Šitrit při vítězství na mezinárodní biblické soutěži roku 1959

Šim'on Šitrit (hebrejsky שמעון שטרית; * 1. března 1946 Erfoud) je izraelský právník a politik, bývalý poslanec Knesetu za stranu Ma'arach a Izraelskou stranu práce.

## Biografie
Narodil se roku 1946 ve městě Erfoud v Maroku. V roce 1949 přesídlil do Izraele. V roce 1959 zvítězil v mezinárodní biblické soutěži. V letech 1963–1966 sloužil v izraelské armádě jako seržant (Samal) ve zpravodajských jednotkách. Vystudoval právo na Hebrejské univerzitě a má doktorát z práv na University of Chicago. Na Hebrejské univerzitě studoval i arabskou literaturu. Hovoří hebrejsky, anglicky, arabsky a německy.
V letech 1974–1977 byl předsedou Asociace přednášejících na Hebrejské univerzitě. Hebrejská univerzita v Jeruzalémě ho uvádí jako aktivního pedagoga. Je profesorem práva, předsedá Greenblattově katedře veřejného a mezinárodního práva a Sacherovu institutu pro právní výzkum a komparativní právo. Hlásí se ke svému marockému původu a patří mezi profesně nejúspěšnější příslušníky této komunity, která do Izraele masově migrovala v polovině 20. století a jež zpočátku čelila silným socioekonomickým obtížím při své integraci do židovského státu, jemuž tehdy ještě dominovala aškenázská elita.

## Politická dráha
Byl místostarostou Jeruzaléma. Zasedal v mnohých právnických organizacích a ve vedení banky Leumi. Byl členem vedení Strany práce a předsedou politické skupiny Kivun Chadaš. Byl rovněž prezidentem organizace Religions for Peace a Social and Democratic Land. Publikoval četné odborné články.
V izraelském parlamentu zasedl poprvé po volbách v roce 1988, v nichž kandidoval za střechovou kandidátní listinu Ma'arach, do níž se tehdy sdružila i Strana práce. Nastoupil do výboru pro státní kontrolu, výboru finančního a výboru pro ústavu, právo a spravedlnost.
Zvolen byl i ve volbách v roce 1992, nyní již za samostatně kandidující Stranu práce. V letech 1992–1996 pak zastával četné vládní posty. V letech 1992–1995 to byl Ministr ekonomiky a plánování Izraele, v letech 1992–1993 Ministr vědy a technologie Izraele a v letech 1995–1996 Ministr náboženských služeb Izraele.